# Ríonegro del Puente
Ríonegro del Puente är en ort i Spanien.   Den ligger i provinsen Provincia de Zamora och regionen Kastilien och Leon, i den nordvästra delen av landet, 270 km nordväst om huvudstaden Madrid. Ríonegro del Puente ligger 793 meter över havet och antalet invånare är 381.
Terrängen runt Ríonegro del Puente är huvudsakligen platt. Ríonegro del Puente ligger nere i en dal. Runt Ríonegro del Puente är det mycket glesbefolkat, med 4 invånare per kvadratkilometer. Närmaste större samhälle är Santibáñez de Vidriales, 19,1 km öster om Ríonegro del Puente. 